# EL/M-2075费尔康
EL/M-2075费尔康也称费尔康预警机，是以色列研发的一款空中预警机系统，由以色列航太工業(IAI)等机构共同研发。

## 研发历程
EL/M-2075因為不使用旋轉的碟型天線，提高了機器的可靠度，並降低了操作成本。特別是掃描速度相當快，通常的碟型天線掃描要20-40秒，本機只要2-4秒就可以完成。另外雷達天線也有兼具IFF(敵我識別異頻雷達收發機)的功能。
功能上除了和通常的AWACS一樣，有監視空中、地上目標以及對於友軍的管制能力之外，也具備了電子戰資訊收集能力。可以將這些資訊加以統合並且顯示在儀表板上。至於在雷達的探測距離方面，對於戰鬥機大小的目標約為400km，對於直升機大小的目標則為180km，對於低空飛行的目標則為100km。並且可以同時追蹤60-100個目標，就系統的整體能力上來說，大致跟E-3同等級，甚至有部分優於E-3。但是在另一方面，因為後面沒有雷達天線的關係，偵查範圍被限制在機身前方的260度是其缺點。在可搭載的平台方面，有波音707、767、747被列舉出來，基本上機身如果有一定程度的大小(至少也要有C-130的程度)的話也可以搭載於其他的平台上。